# 拉咱
拉咱，緬甸克欽邦與中華人民共和國相鄰的小鎮。
拉咱在1994年之前只是一個村莊，克欽獨立組織與國家和平與發展委員會簽訂停火協議之後，從巴交移駐於拉咱，使拉咱成為重要的據點，拉咱同时也是缅北联合阵线总部所在地。拉咱可與東邊中國的那邦鎮那邦口岸互市。